# Supercoppa italiana 2020
La Supercoppa italiana 2020, denominata PS5 Supercup per ragioni di sponsorizzazione, è stata la 33ª edizione della competizione; si è disputata il 20 gennaio 2021 al Mapei Stadium - Città del Tricolore di Reggio Emilia. La sfida si è tenuta tra la Juventus, vincitrice della Serie A 2019-2020, e il Napoli, vincitore della Coppa Italia 2019-2020.
Il trofeo è stato vinto dalla Juventus, al nono successo nella manifestazione, rafforzando il primato di successi detenuti nella competizione.

## Partecipanti
| Squadre  | Qualificazione                         | Partecipazioni precedenti (il grassetto indica la vittoria)                                   |
| -------- | -------------------------------------- | --------------------------------------------------------------------------------------------- |
| Juventus | Vincitore della Serie A 2019-2020      | 15 (1990, 1995, 1997, 1998, 2002, 2003, 2005, 2012, 2013, 2014, 2015, 2016, 2017, 2018, 2019) |
| Napoli   | Vincitore della Coppa Italia 2019-2020 | 3 (1990, 2012, 2014)                                                                          |

## Antefatti
La sfida tra bianconeri e azzurri si è svolta per la quarta volta, numero uguale a quello delle partecipazioni totali dei campani, vittoriosi nel 1990 (all'esordio nella competizione di entrambe le compagini) nei tempi regolamentari e nel 2014 (loro ultima partecipazione) ai tiri di rigore; ai piemontesi andò invece la sfida del 2012 ai tempi supplementari. La Juventus raggiunge la nona partecipazione consecutiva in Supercoppa, andando così a migliorare il record di otto (già detenuto in solitaria dai bianconeri fin dal 2019, quando superarono l'Inter nel periodo 2005-2011 per numero di finali consecutive della competizione disputate) e alla sedicesima totale, anche in questo caso un record.
Le due squadre sono tornate a sfidarsi dopo la finale di Coppa Italia 2019-2020 del 17 giugno 2020, vinta dagli azzurri ai tiri di rigore; l'incontro previsto per il 4 ottobre 2020, valido per la 3ª giornata della Serie A 2020-2021, infatti, non si disputò a causa dell'assenza sul terreno di gioco dell'Allianz Stadium di Torino del Napoli, al quale venne assegnata la sconfitta a tavolino per 0-3 oltre ad un punto di penalizzazione in classifica. Il 22 dicembre 2020 il Collegio di Garanzia del CONI accoglie il ricorso presentato da parte del Napoli contro la sconfitta a tavolino e il punto di penalizzazione in classifica, stabilendo che la partita debba disputarsi e rinviandola a data da destinarsi il giorno successivo.
L'ex Stadio Giglio ha ospitato per la prima volta la Supercoppa italiana, mai disputata in precedenza a Reggio Emilia né in Emilia-Romagna, ma soltanto a Milano, Napoli, Genova, Torino e Roma, oltre a undici edizioni al di fuori dei confini italiani. Per la quarta volta la Supercoppa italiana è stata assegnata nell'anno solare successivo a quello del termine di Serie A e Coppa Italia della stagione precedente (dopo le edizioni del 1988, 1995 e 2018).

## Tabellino
| Arbitro: | Valeri (Roma 2) |

|                          |           |  |
| Ronaldo 64’ Morata 90+5’ | Marcatori |  |

| Juventus | Napoli |

|                 |    |                       |     |     |
|                 |    |                       |     |     |
| P               | 1  | Wojciech Szczęsny     |     |     |
| D               | 16 | Juan Cuadrado         |     |     |
| D               | 19 | Leonardo Bonucci      |     |     |
| D               | 3  | Giorgio Chiellini     |     |     |
| D               | 13 | Danilo                |     |     |
| C               | 14 | Weston McKennie       |     |     |
| C               | 30 | Rodrigo Bentancur     |     | 83’ |
| C               | 5  | Arthur                |     |     |
| C               | 22 | Federico Chiesa       |     | 46’ |
| A               | 44 | Dejan Kulusevski      |     | 83’ |
| A               | 7  | Cristiano Ronaldo     | 74’ |     |
| A disposizione: |    |                       |     |     |
| P               | 31 | Carlo Pinsoglio       |     |     |
| P               | 77 | Gianluigi Buffon      |     |     |
| C               | 8  | Aaron Ramsey          |     |     |
| A               | 9  | Álvaro Morata         |     | 83’ |
| C               | 25 | Adrien Rabiot         |     | 83’ |
| C               | 33 | Federico Bernardeschi |     | 46’ |
| D               | 36 | Alessandro Di Pardo   |     |     |
| D               | 37 | Radu Drăgușin         |     |     |
| D               | 38 | Gianluca Frabotta     |     |     |
| C               | 41 | Nicolò Fagioli        |     |     |
| C               | 56 | Filippo Ranocchia     |     |     |
| Allenatore:     |    |                       |     |     |
| Andrea Pirlo    |    |                       |     |     |

|                 |    |                     |     |     |
|                 |    |                     |     |     |
| P               | 25 | David Ospina        |     |     |
| D               | 22 | Giovanni Di Lorenzo |     |     |
| D               | 44 | Kōstas Manōlas      |     |     |
| D               | 26 | Kalidou Koulibaly   |     |     |
| D               | 6  | Mário Rui           |     | 84’ |
| C               | 4  | Diego Demme         |     | 84’ |
| C               | 5  | Tiémoué Bakayoko    |     | 67’ |
| C               | 11 | Hirving Lozano      |     |     |
| C               | 20 | Piotr Zieliński     | 89’ |     |
| C               | 24 | Lorenzo Insigne     |     |     |
| A               | 37 | Andrea Petagna      |     | 72’ |
| A disposizione: |    |                     |     |     |
| P               | 1  | Alex Meret          |     |     |
| P               | 16 | Nikita Contini      |     |     |
| C               | 7  | Eljif Elmas         |     | 67’ |
| A               | 14 | Dries Mertens       |     | 72’ |
| A               | 18 | Fernando Llorente   |     | 84’ |
| D               | 19 | Nikola Maksimović   |     |     |
| A               | 21 | Matteo Politano     |     | 84’ |
| D               | 23 | Elseid Hysaj        |     |     |
| D               | 31 | Faouzi Ghoulam      |     |     |
| D               | 33 | Amir Rrahmani       |     |     |
| A               | 58 | Antonio Cioffi      |     |     |
| C               | 68 | Stanislav Lobotka   |     |     |
| Allenatore:     |    |                     |     |     |
| Gennaro Gattuso |    |                     |     |     |

| Assistenti arbitrali: Daniele Bindoni (Venezia) Stefano Del Giovane (Albano Laziale) Quarto ufficiale: Maurizio Mariani (Aprilia) VAR: Marco Di Bello (Brindisi) Assistente al VAR: Giacomo Paganessi (Bergamo) | Regole dell'incontro - due tempi regolamentari da 45 minuti ciascuno; - due tempi supplementari da 15 minuti ciascuno in caso di parità; - tiri di rigore in caso di ulteriore parità; inizialmente cinque per squadra, e a oltranza fino a spareggio in caso di ulteriore parità; - numero massimo di 23 giocatori per squadra a referto (11 in campo e 12 come potenziali sostituti); - cinque sostituzioni permesse nei tempi regolamentari; una sesta permessa nei tempi supplementari. |